# Hüttingen an der Kyll
Hüttingen an der Kyll là một đô thị thuộc huyện Bitburg-Prüm, bang Rhineland-Palatinate, Đức.